# ماريان كروز
ماريان كروز هي متسابقة ملكة الجمال وعارضة دومينيكانية، ولدت في 23 أبريل 1985 في سالسيدو في جمهورية الدومينيكان.

## وصلات خارجية
- ماريان كروز على موقع IMDb (الإنجليزية)
- ماريان كروز على موقع كينوبويسك (الروسية)